# ヒルベルト数
数論において、ヒルベルト数（英: Hilbert number）とは、4n + 1の形を持つ正の整数を指す。ヒルベルト数はダフィット・ヒルベルトにちなんで名付けられた。ヒルベルト数列は1, 5, 9, 13, 17, ...（OEISの列オンライン整数列大辞典の数列 A016813）で始まる。

## 性質
- ヒルベルト数列は初項1,公差4の等差数列である。したがって、漸化式 {\displaystyle a_{n+1}=a_{n}+4} に従う。
- ヒルベルト数の個数（1つの数、5つの数、9つの数など）の合計もヒルベルト数になる。

## ヒルベルト素数
ヒルベルト素数は、1以外の自身より小さいヒルベルト数で割り切れないヒルベルト数のことである。ヒルベルト素数の数列は以下のとおりとなる：
5, 9, 13, 17, 21, 29, 33, 37, 41, 49, ... (オンライン整数列大辞典の数列 A057948)
ヒルベルト素数は必ずしも素数ではない。例えば21は3×7で合成数であるが、21の（1と自身以外の）約数はどれもヒルベルト数ではないからヒルベルト素数である。4で割った余りの掛け算から、ヒルベルト素数は、4n + 1の形を持つ素数（ピタゴラス素数と呼ばれる）、または(4a + 3) ⋅ (4b + 3)の形を持つ半素数のいずれかであることが分かる。